# Филипо Строци Стари
Филипо Строци Стари (на италиански: Filippo Strozzi, il Vecchio; * 4 юли 1428, Флоренция; † 14 май 1491, Флоренция) е италиански политик, търговец и банкер от фамилията Строци от Флоренция през Ренесанса.

## Биография
Той е син на Матео Строци (1397 – 1434) и Алесандра Мазинги († 1470). Внук е на Симоне Строци († 1424) и Андреина Рондинели. Брат е на Лоренцо Строци († 1479).
Филипо е изгонен от Медичите, забогатява, става влиятелен като търговец и банкер в Неапол. След като се връща във Флоренция, той дава през 1489 г. задачата на Бенедето да Маяно да започне строежа на Палацо Строци, който е завършен през 1534 г. През 1491 г. Маяно и Филипино Липи строят гробницата на Филипо Строци в капелата Строци в базиликата Санта Мария Новела, която е завършена през 1502 г.

## Фамилия
Филипо се жени два пъти.
Първи брак: през 1446 г. с Фиамета Адимари († 1477). Те имат децата:
- Мария Строци, омъжена за Симоне Ридолфи
- Фиаметта Строци († 1497), майка на Якопо Содерини († 1512)
- Алфонсо Строци († 1534), женен за Франческа Нази и 1493 г. за Костанца Строци
- Алесандро Строци (1471 – 1473)
- Джанбатиста Строци († 1484)

Втори брак: през 1477 със Селваджа Джанфиляци. Те имат децата:
- Филипо Строци Млади (1489 – 1538), женен 1508 г. за Клариса де Медичи (1493 – 1528)
- Лукреция Строци (* 1486)
- Катерина Строци, омъжена за Джино Капони
- Лоренцо Строци (1482 – 1549), женен за Лукреция Ручелай

## Галерия
- Медал на Филипо Строци Стари (1489)
- Палацо Строци (Флоренция)